# Luisa Ranieri
Luisa Ranieri (Napoli, 16 dicembre 1973) è un'attrice e conduttrice televisiva italiana.
Nel corso della sua carriera si è divisa tra cinema, teatro e televisione e ha ottenuto diversi riconoscimenti, tra cui tre Nastro d'argento, tra cui un Nastro d'argento speciale, e un Premio Flaiano per la sua interpretazione di Lolita Lobosco nella serie televisiva Le indagini di Lolita Lobosco.

## Biografia
Nata a Napoli, è cresciuta nel quartiere del Vomero. Si è iscritta alla Facoltà di Giurisprudenza all'università, che ha poi abbandonato per dedicarsi alla recitazione. Ha iniziato con il teatro e nel 2001 debutta sul grande schermo come protagonista nel film Il principe e il pirata, diretto da Leonardo Pieraccioni. Nel 2001 è protagonista in televisione del primo episodio della campagna pubblicitaria dell'azienda svizzera Nestea, con il tormentone “Antó, fa caldo”, insieme all'attore Edoardo Sylos Labini, con la regia di Alessandro D'Alatri. Nel 2003 interpreta Assunta Goretti, la madre della celebre santa Maria, nella miniserie TV di Rai 1 Maria Goretti, per la regia di Giulio Base. L'anno seguente è protagonista della miniserie in sei puntate, La omicidi, con Massimo Ghini, regia di Riccardo Milani, dal quale viene diretta anche nella miniserie in due puntate, Cefalonia (2005), in cui è protagonista insieme al compagno Luca Zingaretti.
Nel 2004 è protagonista di Eros, nell'episodio Il filo pericoloso delle cose, diretto da Michelangelo Antonioni. L'anno successivo interpreta il ruolo di Maria Callas nella miniserie Callas e Onassis, diretta da Giorgio Capitani e trasmessa da Canale 5. Inoltre affianca Adriano Celentano nel programma di Rai 1 Rockpolitik. Nel 2007 torna sul grande schermo con il film di SMS - Sotto mentite spoglie, diretto da Vincenzo Salemme. L'anno successivo su Canale 5 con le miniserie 'O professore, regia di Maurizio Zaccaro, con Sergio Castellitto, presentata in anteprima durante il Roma Fiction Fest del 2007, e Amiche mie, regia di Luca Miniero e Paolo Genovese.
Nel 2009 è nuovamente nei cinema con il film di Pupi Avati, Gli amici del bar Margherita. Tra il 2009 e il 2010 recita in teatro con L'oro di Napoli di Gianfelice Imparato e Armando Pugliese, quest'ultimo anche il regista dello spettacolo, trasposizione teatrale dei racconti di Giuseppe Marotta. Nel 2011 recita nel film Mozzarella Stories e ha una parte nel film Benvenuto a bordo. Dal marzo al giugno 2012, ha sostituito Camila Raznovich nella conduzione di Amore criminale su Rai 3, riprendendo il programma nell'autunno dello stesso anno.

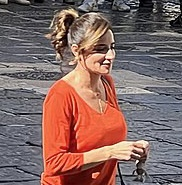
Luisa Ranieri durante le riprese della seconda stagione de Le indagini di Lolita Lobosco (2022)

Nel 2013 recita nel film Maldamore, del regista Angelo Longoni, con Luca Zingaretti, Claudia Gerini, Alessio Boni e Ambra Angiolini. Nel 2014 è stata la madrina del Festival del Cinema di Venezia. Nel 2016 interpreta l'imprenditrice italiana Luisa Spagnoli nell'omonima fiction di Rai 1.  Dal 2018 al 2020 è protagonista insieme a Francesco Arca nella fiction Rai La vita promessa, con la regia di Ricky Tognazzi. Negli stessi anni recita nello spettacolo teatrale Il profondo mare azzurro di Terence Rattigan, sotto la regia di Luca Zingaretti.
A partire dal 2021 diventa l'interprete principale della fortunata fiction Rai Le indagini di Lolita Lobosco, tratta dai romanzi di Gabriella Genisi, ruolo che le fa ottenere un Premio Flaiano per la televisione. Nl corso del 2021 è presente nel film È stata la mano di Dio di Paolo Sorrentino, ottenendo la sua prima candidatura ai David di Donatello per la migliore attrice non protagonista e vince il suo secondo Nastro d'argento. Recita inoltre in 7 donne e un mistero di Alessandro Genovesi.
Nel 2024 viene scelta per la seconda volta da Paolo Sorrentino per cast del film Parthenope e recita nel secondo lungometraggio diretto da Johnny Depp Modì - Tre giorni sulle ali della follia. Nello stesso anno recita per la quarta volta in un film di Ferzan Özpetek nel film Diamanti.

## Vita privata
Dal 2005 è legata sentimentalmente all'attore Luca Zingaretti, conosciuto sul set della miniserie televisiva Cefalonia, con il quale si è sposata il 23 giugno 2012 con rito civile al castello di Donnafugata, a Ragusa, e con il quale ha avuto due figlie, Emma e Bianca, nate rispettivamente nel 2011 e nel 2015.
È inoltre cognata del politico Nicola Zingaretti, ex presidente della Regione Lazio, fratello di Luca.

## Filmografia

### Cinema
- Il principe e il pirata, regia di Leonardo Pieraccioni (2001)
- Il fuggiasco, regia di Andrea Manni (2003)
- Guardiani delle nuvole, regia di Luciano Odorisio (2004)
- Eros, regia di Michelangelo Antonioni, episodio Il filo pericoloso delle cose (2004)
- SMS - Sotto mentite spoglie, regia di Vincenzo Salemme (2007)
- Gli amici del bar Margherita, regia di Pupi Avati (2009)
- L'amore buio, regia di Antonio Capuano (2010)
- La vita è una cosa meravigliosa, regia di Carlo Vanzina (2010)
- Letters to Juliet, regia di Gary Winick (2010)
- Le Marquis, regia di Dominique Ferrugia (2011)
- Benvenuto a bordo (Bienvenue à bord), regia di Éric Lavaine (2011)
- Mozzarella Stories, regia di Edoardo De Angelis (2011)
- Immaturi, regia di Paolo Genovese (2011)
- Immaturi - Il viaggio, regia di Paolo Genovese (2012)
- Colpi di fulmine, regia di Neri Parenti (2012)
- Allacciate le cinture, regia di Ferzan Özpetek (2014)
- Maldamore, regia di Angelo Longoni (2014)
- Forever Young, regia di Fausto Brizzi (2016)
- La musica del silenzio, regia di Michael Radford (2017)
- Veleno, regia di Diego Olivares (2017)
- Napoli velata, regia di Ferzan Özpetek (2017)
- Vita segreta di Maria Capasso, regia di Salvatore Piscicelli (2019)
- È stata la mano di Dio, regia di Paolo Sorrentino (2021)
- 7 donne e un mistero, regia di Alessandro Genovesi (2021)
- Nuovo Olimpo, regia di Ferzan Özpetek (2023)
- Parthenope, regia di Paolo Sorrentino (2024)
- Modì - Tre giorni sulle ali della follia (Modì, Three Days on the Wing of Madness), regia di Johnny Depp (2024)
- Diamanti, regia di Ferzan Özpetek (2024)

### Televisione
- La squadra – serie TV (2000)
- Il gruppo, regia di Anna Di Francisca – film TV (2001)
- Maria Goretti, regia di Giulio Base – film TV (2003)
- La omicidi – serie TV (2004)
- Cefalonia, regia di Riccardo Milani – miniserie TV (2005)
- Callas e Onassis, regia di Giorgio Capitani – miniserie TV (2005)
- Boris – serie TV, episodio 1x09 (2007)
- 'O professore, regia di Maurizio Zaccaro – miniserie TV (2008)
- Amiche mie – serie TV (2008)
- Gli anni spezzati, regia di Graziano Diana – miniserie TV (2014)
- Il giudice meschino, regia di Carlo Carlei – miniserie TV (2014)
- Una buona stagione – serie TV (2014)
- Luisa Spagnoli, regia di Lodovico Gasparini – miniserie TV (2016)
- La vita promessa – serie TV (2018–2020)
- Le indagini di Lolita Lobosco – serie TV (2021–in corso)

### Cortometraggi
- Il produttore (2004)
- Basette, regia di Gabriele Mainetti (2006)
- 19 Giorni di Massima Sicurezza, regia di Enzo De Camillis (2010)
- L'affitto, regia di Antonio Miorin (2018)

### Videoclip
- Sognami di Biagio Antonacci (2007)

## Teatrografia
- L'oro di Napoli di Gianfelice Imparato e Armando Pugliese, regia di Armando Pugliese. Tour in Italia (2009–2010)
- Il profondo mare azzurro  di Terence Rattigan, regia di Luca Zingaretti. Tour in Italia (2018–2020)

## Programmi TV

### Conduzioni televisive
- Rockpolitik (Rai 1, 2005)
- Amore criminale (Rai 3, 2012–2013)
- Roberto Bolle - La Mia Danza Libera (Rai1, 2016)

## Spot pubblicitari
- Nestea (2001)
- Estée Lauder (2017)
- Swisse (2019)
- Pasta Garofalo (2020)
- UniSalute (2023)

## Doppiaggio
- Virana in Raya e l'ultimo drago

## Riconoscimenti
- David di Donatello
  - 2022 – Candidatura alla migliore attrice non protagonista per È stata la mano di Dio
  - 2025 – Candidatura alla migliore attrice non protagonista per Parthenope

- Nastro d'argento
  - 2008 – Migliore attrice in un film cortometraggio per Basette
  - 2018 – Candidatura alla migliore attrice per Veleno
  - 2022 – Migliore attrice non protagonista per È stata la mano di Dio
  - 2023 – Nastro d'argento speciale per un'icona amata dal pubblico
- Mostra internazionale d'arte cinematografica di Venezia
  - 2009 – Premio Kineo alla miglior attrice non protagonista per Gli amici del bar Margherita[28]
- Festival International de Programmes Audiovisuels
  - Miglior attrice in una serie televisiva per Cefalonia
- Premio Flaiano
  - 2023 – Premio Speciale per l'interpretazione per Le indagini di Lolita Lobosco[29]
- Ciak d'oro
  - 2024 - Migliore attrice protagonista per Diamanti[30]

### Altri premi e riconoscimenti
- 2022 – Marateale Award – Premio Internazionale Basilicata[31]
- 2023 – Premio Minerva[32]
- 2024 – Premio Guido Carli[33]